# لحظه (فیلم ۱۹۷۹)
گشتاور (رومانیایی: Clipa) فیلمی در ژانر درام است که در سال ۱۹۷۹ منتشر شد. از بازیگران آن می‌توان به سباستیان پاپایانی و یون دیچیسانو اشاره کرد.